# رينزو فورلان
رينزو فورلان (بالإيطالية: Renzo Furlan)‏ مواليد 17 مايو 1970 في كونيليانو، هو لاعب كرة مضرب إيطالي سابق بدأ مسيرته كمحترف سنة 1988 وكان يلعب باليد اليمنى، اعتزل اللعب في 2004. أعلى تصنيف له في الفردي كان المركز الـ 19 في سنة 1996. سبق أن شارك في دورة الألعاب الأولمبية الصيفية.

## روابط خارجية
- رينزو فورلان على موقع رابطة محترفي التنس (الإنجليزية)
- رينزو فورلان على موقع الاتحاد الدولي لكرة المضرب (الإنجليزية)
- رينزو فورلان على موقع كأس ديفيز (الإنجليزية)
- رينزو فورلان على موقع خلاصة التنس.كوم (الإنجليزية)
- رينزو فورلان على موقع أوليمبيديا (الإنجليزية)